# Адолф Фишер
Адолф Фишер (на немски: Adolph Fischer) (1858 – 11 ноември 1887) е анархист и профсъюзен активист, съден и екзекутиран след бунта на Хеймаркет.

## Детство и младост
Адолф Фишер е роден в Бремен и е ходил на училище там осем години. Баща му често посещава социалистически събирания, но в училище Фишер е учен, че социализмът е нездравословен начин на живот. Но след като наблюдава условията на труд в Германия, Фишер стига до обратното заключение.
Фишер имигрира в Съединените щати през 1873 г. Той става чирак наборчик в печатница в Литъл Рок, Арканзас. По-късно, през 1879 г., той се премества в Сейнт Луис, Мисури, където се присъединява към Германския типографски съюз и се жени за Йохана Пфаунц през 1881 г. (те имат три деца – дъщеря и двама сина). Адолф и съпругата му се преместват в Нашвил, Тенеси, през 1881 г., където той работи за брат си като наборчик за Anzeiger des Sueden, списание за немски имигранти.
През 1883 г. той се премества със семейството си в Чикаго, където става наборчик за Chicagoer Arbeiter-Zeitung , просъюзен вестник, управляван от Август Спайс и Михаел Шваб. По това време той също се присъединява към Международната асоциация на работещите и Lehr-und Wehr-Verein, радикална издънка, създадена, за да научи работниците да се защитават.

## Бунт на Хеймаркет
След бунта във фабриката за комбайни „Маккормик“ на 3 май 1886 г., при който няколко работници са убити, Фишер присъства на среща в Грайф Хол на Лейк Стрийт. Това е прословутата „Конспирация от понеделник вечер“ (на английски: Monday Night Conspiracy), която прокурорите използват, за да докажат, че са знаели предварително за бомбения атентат на следващия ден. Присъстват също Джордж Енгел и Годфрид Уолър, който председателства срещата и по-късно свидетелства в полза на държавата в замяна на имунитет (Уолър също е арестуван след атентата).
Срещата завършва с план за среща на Хеймаркет следващата вечер. На Фишер е възложено да отпечата листовки, за да обяви срещата. Първите листовки, които са отпечатани на английски и немски, съдържат реда „Работници, въоръжете се и се явете в пълен състав“. Спайс, който е поканен да говори на срещата, отказва, освен ако този ред не бъде премахнат. Тогава Фишер подготвя на циркуляр друг, без съответния ред.
Фишер присъства на срещата в Хеймаркет на следващата вечер и чу речи на Спайс, Албърт Парсънс и Самюел Фийлдън. Към края на речта на Фийлдън той отива в местния салон, Zepf's Hall, където се намира, когато бомбата детонира и последвалият бунт се състои. След бунта се прибрал. Той е арестуван на следващия ден. Според полицията той носел зареден револвер, остра пила и детонатор, използван за взривяване на бомби по време на ареста му.
Доказателствата, представени на процеса срещу Фишер, се състоят главно от ролята му в „Конспирацията от понеделник вечер“ и ролята му в отпечатването на циркулярите на Хеймаркет. Изтъкнато е и членството му в учителското и военно дружество. Уолър свидетелства, че Фишер е бил този, който е предложил срещата на Хеймаркет (Фишер твърди, че това е Уолър) и че те трябва да са готови да атакуват полицията, ако има проблеми. Той също свидетелства, че година по-рано Фишер му е дал бомба, която да използва срещу полицията. Друг свидетел твърди, че Фишер е стоял до бомбомета по време на бомбардировката.
Фишер е осъден заедно с останалите седем обвиняеми и осъден на смърт чрез обесване заедно с шестима други.
Когато двама от неговите съобвиняеми пишат до губернатора на Илинойс Ричард Джеймс Огълсби, Фишер изрично отказа да поиска помилване. Той е обесен на 11 ноември 1887 г. заедно със Спайс, Парсънс и Джордж Енгел. Последните му думи бяха: „Ура на анархията! Това е най-щастливият момент в живота ми!“ 
Той и повечето от другите мъченици на Хеймаркет са погребани в Паметника на мъчениците от Хеймаркет в гробището „Форест Хоум“ във Форест Парк, предградие на Чикаго.

## Живот на семейството след екзекуцията на Адолф Фишер
След смъртта на Адолф съпругата му Йохана и децата му се завръщат в района на Сейнт Луис, живеейки близо до брат ѝ Рудолф Пфаунц в Мейпълуд, предградие на Сейнт Луис, Мисури.